# Guldbaggegalan 1987
Den 22:a Guldbaggegalan, som belönade svenska filmer från 1986, hölls den 2 februari 1987.

## Vinnare och nominerade
Vinnarna listas i fetstil.
| Bästa film                                                                                            | Bästa regi |
| --- | --- |
| - Offret – Anna-Lena Wibom - I lagens namn – Hans Iveberg                                             | - Suzanne Osten – Bröderna Mozart - Bo Widerberg – Ormens väg på hälleberget - Mai Zetterling – Amorosa                     |
| Bästa skådespelerska                                                                                  | Bästa skådespelare |
| - Stina Ekblad – Amorosa och Ormens väg på hälleberget - Ewa Fröling – Demoner - Gunilla Nyroos – Moa | - Erland Josephson – Amorosa och Offret - Tomas von Brömssen – Ormens väg på hälleberget - Etienne Glaser – Bröderna Mozart |
| Juryns specialbagge                                                                                   | Ingmar Bergman-priset |
| - Jörgen Persson                                                                                      | - Henry "Nypan" Nyberg |